# Power Rangers: Mistyczna moc
Power Rangers Mistyczna Moc – czternasty sezon amerykańskiego serialu dla dzieci i młodzieży Power Rangers, oparty na japońskim serialu tokusatsu Mahō Sentai Magiranger.
Seria Power Rangers Mistyczna Moc  liczy łącznie 32 odcinki. Premiera produkcji odbyła się 20 lutego 2006 roku w Stanach Zjednoczonych, na antenie stacji Toon Disney/Jetix. Finałowy odcinek został wyemitowany 13 listopada 2006 roku na tym samym kanale.
Polska premiera serii miała miejsce 6 października 2007 roku na antenie stacji Jetix. Wcześniej, bo 24 września 2007 roku, na stronie internetowej kanału w usłudze VOD pojawił się pierwszy odcinek (drugi epizod opublikowany został tydzień później, 1 października). Od 6 lipca do 11 listopada 2008 roku serial emitowany był również w Polsacie. Sezon Power Rangers Mistyczna Moc został również wydany w Polsce w ramach Kolekcji DVD Power Rangers.

## Opis fabuły
Zły Morticon prowadzi swoją armię ciemności do ataku na współczesne spokojne miasto Briarwood. Aby ich powstrzymać, potężna czarodziejka Udonna rekrutuje drużynę pięciu nastolatków, których przeznaczeniem jest stać się zespołem Power Rangers Mistyczna Moc. Udonna zaprowadza nową drużynę rangersów do swojej magicznej siedziby w nieziemskim lesie o nazwie Rootcore. Właśnie tam rangersi ćwiczą magię i przy użyciu mocy z magicznej księgi zwanej Xenotome, używają zaklęć do obrony przed złem wdzierającym się do naszego świata. Uzbrojeni w Mistyczne Morfery i Mistyczne Różdżki oraz wsparci pomocą ze strony pozostałych mistycznych rangersów, nowi bohaterowie będą potrzebowali asów w rękawie, aby przezwyciężyć olbrzymią armię Morticona.

## Obsada
Poniższa lista przedstawia głównych bohaterów serialu Power Rangers Mistyczna Moc wraz z nazwiskami odtwórców ról.

### Rangersi
| Kolor                        | Rola          | Aktor                |
| ---------------------------- | ------------- | -------------------- |
| Czerwony Mistyczny Ranger    | Nick Russell  | Firass Dirani        |
| Żółty Mistyczny Ranger       | Charlie Thorn | Nic Sampson          |
| Niebieska Mistyczna Rangerka | Madison Rocca | Melanie Vallejo      |
| Różowa Mistyczna Rangerka    | Vida Rocca    | Angie Diaz           |
| Zielony Mistyczny Ranger     | Xander Bly    | Richard Brancatisano |
| Rycerz Solaris               | Daggeron      | John Tui             |
| Biała Mistyczna Rangerka     | Udonna        | Peta Rutter          |
| Wilczy Wojownik              | Leanbow       | Chris Graham         |

### Sprzymierzeńcy
- Clare (Antonia Prebble) – asystentka i siostrzenica Udonny.
- Toby (Barnie Duncan) – właściciel sklepu muzycznego, w którym pracują Rangersi.
- Phineas (Kelson Henderson) – troblin, mieszkaniec mistycznego lasu w Briarwood.
- Leelee (Holly Shanahan) – córka Necrolai.
- Jenji (Oliver Driver) – koci dżin, towarzysz Rycerza Solaris.
- Śnieżny książę – przywódca pierwszej drużyny Power Rangers.
- Płomienne serce – ostatni smok, uważa Clare za matkę.
- Trybunał magii – składający się z trzech sędziów trybunał mogący cofać zaklęcia.

### Wrogowie
- Octomus (Mistrz) (głos: John Leigh) – przywódca sił ciemności, główny antagonista serialu.
- Morticon (głos: Andrew Robertt) – generał armii Morlocków.
- Necrolai (Donogh Rees) – królowa wampirów.
- Koragg (głos: Geoff Dolan) – nieustraszony wojownik, stworzony przez Mistrza.
- Imperius/Calindor (głos: Stuart Devine) – drugi generał armii Morlocków. Dawny przyjaciel Udonny.
- Barbarzyńskie Bestie – przywołane z otchłani przez Imperiusa. Walczą bez honoru.
  - Warmax (głos: Mark Wright) – podobna do samuraja Barbarzyńska Bestia.
  - Shrieker (głos: Susan Brandy) – wzorowana na banshee Barbarzyńska Bestia.
  - Below (głos: Paul Minifie) – podobna do yeti Barbarzyńska Bestia.
  - Fightoe (głos: Jason Hoyte) – nieformalny przywódca Barbarzyńskich Bestii.
- 10 strachów – podobne do bogów demony zamieszkujące Podziemia. Odkryte przez Necrolai.
- Sculpin (głos: Peater Daube) – mroczny przywódca Dziesięciu Strachów. Wygląda jak pirania.
- Czarna Lanca (głos: Derek Judge) – zastępca Sculpina. Czarny rycerz posiadający lancę i tarczę.
- Itassis (głos: Josephine Davison) – zastępczyni Czarnego Lancy. Zdradziła Mistrza i stała się przyjaciółką Power Rangers.
- Matoombo (głos: Cameron Rhodes) – gladiator bez oczu. Mistrz wybrał jego ciało na swoje odrodzenie. Stał się przyjacielem Power Rangers.
- Gekkor (głos: Mark Ferguson) – wiwern posiadający włócznię.
- Hekatoid (głos: Charlie McDermott) – wygląda jak wielka ropucha. Schwytał Białą Czarodziejkę.
- Megahorn (głos: Dalas Barnett) – uzbrojony smok. Jego broń to miecz.
- Serpentina (głos: Sally Stockwell) – kobieta-wąż posiadająca lustrzaną tarczę Meduzy.
- Oculous (głos: Andrew Laing) – cybernetyczny cyklop posiadający laserowy karabin.
- Magma (głos: Greg Smith) – potwór z lawy. Jego broń to maczuga bojowa.

## Muzyka tytułowa
Power Rangers Mystic Force, to muzyka tytułowa serii Power Rangers Mistyczna Moc, wykorzystana m.in. w czołówce serialu. Dodatkowo utwór pojawiał się wielokrotnie w trakcie odcinków, w wersji z wokalem oraz instrumentalnej.
Wykonawcą utworu i autorem tekstu w oryginalnej wersji językowej jest Chaka Blackmon, zaś kompozytorem – Marco Marinangeli.

## Wersja polska
Opracowanie i udźwiękowienie wersji polskiej: na zlecenie Jetix – Studio Eurocom

Reżyseria: Tomasz Marzecki

Dialogi:
- Hanna Górecka (odc. 1-2, 4-8, 11-14, 18-20),
- Wojciech Szymański (odc. 3, 9-10, 24-26),
- Maciej Wysocki (odc. 15-17, 21-23),
- Aleksandra Rojewska (odc. 27-32)

Dźwięk i montaż: Krzysztof Podolski

Kierownictwo produkcji: Marzena Omen-Wiśniewska

Udział wzięli:
- Leszek Zduń – Nick Russell
- Tomasz Błasiak – Xander Bly
- Krzysztof Szczerbiński – Chip Thorn
- Magdalena Krylik – Madison Rocca
- Katarzyna Łaska – Vida Rocca
- Joanna Węgrzynowska – Udonna
- Dariusz Odija – Daggeron
- Robert Tondera – Koragg/Leanbow
- Joanna Pach –
  - Clare,
  - Leelee,
  - Gnatu
- Iwona Rulewicz –
  - Necrolai/Nikki,
  - Rita – Mistyczna Matka
- Wojciech Paszkowski –
  - Toby,
  - Phineas,
  - Morticon
- Wojciech Machnicki – Imperious
- Tomasz Marzecki –
  - Narrator przy morfowaniu,
  - Mistrz Octomus
- Janusz Wituch –
  - Wyrocznia,
  - Kot Jenji,
  - Matoombo,
  - Hekatoid,
  - Przywódca Elfów
- Józef Mika –
  - Dr Tristian,
  - Jester,
  - Olbrzym,
  - Śnieżny Książę
- Mieczysław Morański –
  - Behemoth,
  - Czerwony Sędzia Trybunału Magii,
  - Sculpin,
  - Czarna Lanca,
  - Megahorn,
  - Magma
- Jarosław Domin –
  - Piggy,
  - Oculous,
  - Gekkor
- Hanna Kinder-Kiss –
  - Screamer,
  - Biała Sędzia Trybunału Magii,
  - Serpentina
- Cynthia Kaszyńska – Itassis
- Adam Bauman – Below
- Krzysztof Zakrzewski –
  - Fightoe,
  - Czarny Sędzia Trybunału Magii,

i inni

### Emisja w Polsce
Premiera na kanale Jetix: 6 października 2007 roku.
Premiera na kanale Polsat: 6 lipca 2008 roku.
Premiera na DVD:
- Odcinki 1-4: 5 października 2007 roku.
- Odcinki 5-8: 19 października 2007 roku.
- Odcinki 9-12: 31 października 2007 roku.
- Odcinki 13-16: 14 listopada 2007 roku.
- Odcinki 17-20: 28 listopada 2007 roku.
- Odcinki 21-24: 12 grudnia 2007 roku.
- Odcinki 25-28: 4 czerwca 2008 roku.
- Odcinki 29-32: 18 czerwca 2008 roku.

## Spis odcinków
| Legenda: 05.10.2007 – W przypadku sezonu, którego premierowa odbywała się jednocześnie w internecie, telewizji i na DVD, datę kiedy odcinek pierwszy raz pojawił się w Polsce oznaczono pogrubieniem. |

| Premiera w USA                                 | Premiera w Polsce | Premiera w Polsce              | Premiera w Polsce | Nr  | Nr w serii | Polski tytuł          | Angielski tytuł     |
| Premiera w USA                                 | DVD               | Jetix                          | Polsat            | Nr  | Nr w serii | Polski tytuł          | Angielski tytuł     |
| ---------------------------------------------- | ----------------- | ------------------------------ | ----------------- | --- | ---------- | --------------------- | ------------------- |
|                                                |                   |                                |                   |     |            |                       |                     |
| SEZON CZTERNASTY – POWER RANGERS MISTYCZNA MOC |                   |                                |                   |     |            |                       |                     |
|                                                |                   |                                |                   |     |            |                       |                     |
| 20.02.2006                                     | 05.10.2007        | 24.09.2007 (online) 06.10.2007 | 06.07.2008        | 573 | 01         | Złamane zaklęcie      | Broken Spell        |
|                                                | 05.10.2007        |                                |                   |     |            | Złamane zaklęcie      | Broken Spell        |
| 20.02.2006                                     | 05.10.2007        | 01.10.2007 (online) 07.10.2007 | 06.07.2008        | 574 | 02         | Złamane zaklęcie      | Broken Spell        |
|                                                | 05.10.2007        |                                |                   |     |            |                       |                     |
| 27.02.2006                                     | 05.10.2007        | 13.10.2007                     | 13.07.2008        | 575 | 03         | Łamacze kodów         | Code Busters        |
|                                                | 05.10.2007        |                                |                   |     |            |                       |                     |
| 03.03.2006                                     | 05.10.2007        | 14.10.2007                     | 13.07.2008        | 576 | 04         | Twardy jak skała      | Rock Solid          |
|                                                |                   |                                |                   |     |            |                       |                     |
| 13.03.2006                                     | 19.10.2007        | 20.10.2007                     | 20.07.2008        | 577 | 05         | Głosy                 | Whispering Voices   |
|                                                | 19.10.2007        |                                |                   |     |            |                       |                     |
| 20.03.2006                                     | 19.10.2007        | 21.10.2007                     | 20.07.2008        | 578 | 06         | Legendarny Katastros  | Legendary Catastros |
|                                                | 19.10.2007        |                                |                   |     |            |                       |                     |
| 27.03.2006                                     | 19.10.2007        | 27.10.2007                     | 27.07.2008        | 579 | 07         | Płomienne Serce       | Fire Heart          |
|                                                | 19.10.2007        |                                |                   |     |            |                       |                     |
| 03.04.2006                                     | 19.10.2007        | 28.10.2007                     | 27.07.2008        | 580 | 08         | Obcy wśród nas        | Stranger Within     |
|                                                |                   |                                |                   |     |            | Obcy wśród nas        | Stranger Within     |
| 17.04.2006                                     | 31.10.2007        | 03.11.2007                     | 03.08.2008        | 581 | 09         | Obcy wśród nas        | Stranger Within     |
|                                                | 31.10.2007        |                                |                   |     |            |                       |                     |
| 24.04.2006                                     | 31.10.2007        | 04.11.2007                     | 03.08.2008        | 582 | 10         | Skamieniały Xander    | Petrified Xander    |
|                                                | 31.10.2007        |                                |                   |     |            |                       |                     |
| 08.05.2006                                     | 31.10.2007        | 10.11.2007                     | 10.08.2008        | 583 | 11         | Strażnik bramy        | The Gatekeeper      |
|                                                | 31.10.2007        |                                |                   |     |            | Strażnik bramy        | The Gatekeeper      |
| 15.05.2006                                     | 31.10.2007        | 11.11.2007                     | 10.08.2008        | 584 | 12         | Strażnik bramy        | The Gatekeeper      |
|                                                |                   |                                |                   |     |            |                       |                     |
| 05.06.2006                                     | 14.11.2007        | 17.11.2007                     | 17.08.2008        | 585 | 13         | Mały tchórzliwy kotek | Scaredy Cat         |
|                                                | 14.11.2007        |                                |                   |     |            |                       |                     |
| 12.06.2006                                     | 14.11.2007        | 18.11.2007                     | 17.08.2008        | 586 | 14         | Dawno temu            | Long Ago            |
|                                                | 14.11.2007        |                                |                   |     |            |                       |                     |
| 12.06.2006                                     | 14.11.2007        | 24.11.2007                     | 24.08.2008        | 587 | 15         | Wewnętrzna siła       | Inner Strength      |
|                                                | 14.11.2007        |                                |                   |     |            |                       |                     |
| 19.06.2006                                     | 14.11.2007        | 25.11.2007                     | 24.08.2008        | 588 | 16         | Widmo duszy           | Soul Specter        |
|                                                |                   |                                |                   |     |            |                       |                     |
| 26.06.2006                                     | 28.11.2007        | 01.12.2007                     | 31.08.2008        | 589 | 17         | Puch z Rangera        | Ranger Down         |
|                                                | 28.11.2007        |                                |                   |     |            |                       |                     |
| 10.07.2006                                     | 28.11.2007        | 02.12.2007                     | 31.08.2008        | 590 | 18         | Mroczne życzenie      | Dark Wish           |
|                                                | 28.11.2007        |                                |                   |     |            | Mroczne życzenie      | Dark Wish           |
| 10.07.2006                                     | 28.11.2007        | 08.12.2007                     | 07.09.2008        | 591 | 19         | Mroczne życzenie      | Dark Wish           |
|                                                | 28.11.2007        |                                |                   |     |            | Mroczne życzenie      | Dark Wish           |
| 10.07.2006                                     | 28.11.2007        | 09.12.2007                     | 14.09.2008        | 592 | 20         | Mroczne życzenie      | Dark Wish           |
|                                                |                   |                                |                   |     |            |                       |                     |
| 22.07.2006                                     | 12.12.2007        | 15.12.2007                     | 21.09.2008        | 593 | 21         | Próba Koragga         | Koragg’s Trial      |
|                                                | 12.12.2007        |                                |                   |     |            |                       |                     |
| 29.07.2006                                     | 12.12.2007        | 16.12.2007                     | 28.09.2008        | 594 | 22         | Następca              | Heir Apparent       |
|                                                | 12.12.2007        |                                |                   |     |            | Następca              | Heir Apparent       |
| 11.08.2006                                     | 12.12.2007        | 22.12.2007                     | 05.10.2008        | 595 | 23         | Następca              | Heir Apparent       |
|                                                | 12.12.2007        |                                |                   |     |            |                       |                     |
| 14.08.2006                                     | 12.12.2007        | 23.12.2007                     | 19.10.2008        | 596 | 24         | Światło               | The Light           |
|                                                |                   |                                |                   |     |            |                       |                     |
| 20.08.2006                                     | 04.06.2008        | 29.12.2007                     | 26.10.2008        | 597 | 25         | Łowca                 | The Hunter          |
|                                                | 04.06.2008        |                                |                   |     |            |                       |                     |
| 18.09.2006                                     | 04.06.2008        | 30.12.2007                     | 26.10.2008        | 598 | 26         | Twardogłowi           | Hard Heads          |
|                                                | 04.06.2008        |                                |                   |     |            |                       |                     |
| 25.09.2006                                     | 04.06.2008        | 05.01.2008                     | 02.11.2008        | 599 | 27         | Śnieżny Książę        | The Snow Prince     |
|                                                | 04.06.2008        |                                |                   |     |            |                       |                     |
| 10.10.2006                                     | 04.06.2008        | 06.01.2008                     | 02.11.2008        | 600 | 28         | Źródło Światła        | Light Source        |
|                                                |                   |                                |                   |     |            | Źródło Światła        | Light Source        |
| 10.10.2006                                     | 18.06.2008        | 12.01.2008                     | 09.11.2008        | 601 | 29         | Źródło Światła        | Light Source        |
|                                                | 18.06.2008        |                                |                   |     |            |                       |                     |
| 30.10.2006                                     | 18.06.2008        | 13.01.2008                     | 09.11.2008        | 602 | 30         | Powrót                | The Return          |
|                                                | 18.06.2008        |                                |                   |     |            |                       |                     |
| 13.11.2006                                     | 18.06.2008        | 19.01.2008                     | 11.11.2008        | 603 | 31         | Mistyczny los         | Mystic Fate         |
|                                                | 18.06.2008        |                                |                   |     |            | Mistyczny los         | Mystic Fate         |
| 13.11.2006                                     | 18.06.2008        | 20.01.2008                     | 11.11.2008        | 604 | 32         | Mistyczny los         | Mystic Fate         |
|                                                |                   |                                |                   |     |            |                       |                     |